# Fissicrambus porcellus
Fissicrambus porcellus là một loài bướm đêm trong họ Crambidae.